# Anthenantia texana
Anthenantia texana là một loài thực vật có hoa trong họ Hòa thảo. Loài này được Kral mô tả khoa học đầu tiên năm 2004.